# Boy 7 (filme)
Garoto 7 é um filme neerlandês de 2015 dirigido por Lourens Blok. É baseado no livro Boy 7, de Mirjam Mous.
É estrelado por Matthijs van de Sande Bakhuyzen, Ella-June Henrard e Tygo Gernandt.

## Sinopse
A história se passa na Holanda em um futuro próximo, onde o país se tornou um estado policial. A história é contada através de Flashbacks. 
Não é uma adaptação literal do livro, mas é baseada no tema do livro.